# إلدريدج لوفليس
إلدريدج لوفليس (بالإنجليزية: Eldridge Lovelace)‏ هو مخطط حضري أمريكي، ولد في 16 مارس 1913 في كانساس سيتي في الولايات المتحدة، وتوفي في 7 نوفمبر 2008.